# 롱아일랜드 러프 라이더스
롱 아일랜드 러프 라이더스는 미국 뉴욕주 롱 아일랜드를 연고로 삼고 있는 아마추어 축구팀으로 현재 USL 프리미어 디벨로프먼트 리그에 참가하고 있으며 한때 USL 세컨드 디비전에도 참가하였다.